# Dakota Dickerson
Dakota Dickerson (San Diego, Estados Unidos; 2 de diciembre de 1996) es un piloto de automovilismo estadounidense. Actualmente compite en la IMSA SportsCar Championship, esto en la categoría LMP3 con Andretti Autosport.
Dickerson ganó el Campeonato de Estados Unidos de Fórmula 4 en el 2018 y el Campeonato de F3 de las Américas en el 2019. En el 2021 ganó el IMSA Prototype Challenge con MLT Motorsports en la categoría LMP3-1.

## Resumen de carrera
| Temporada | Categoría                                 | Equipo                           | Carreras     | Victorias    | Poles        | VR           | Podios       | Puntos       | Pos.         |
| --------- | ----------------------------------------- | -------------------------------- | ------------ | ------------ | ------------ | ------------ | ------------ | ------------ | ------------ |
| 2016      | Campeonato Nacional U.S. F2000            | Afterburner Autosport            | 16           | 0            | 0            | 0            | 0            | 176          | 9.º          |
| 2017      | Campeonato Nacional U.S. F2000            | Newman Wachs Racing              | 6            | 0            | 0            | 0            | 0            | 86           | 14.º         |
| 2017      | Campeonato de Estados Unidos de Fórmula 4 | Kiwi Motorsport LTD              | 11           | 0            | 1            | 1            | 5            | 152          | 3.º          |
| 2018      | Campeonato de Estados Unidos de Fórmula 4 | DC Autosport w/ Cape Motorsports | 17           | 4            | 2            | 3            | 11           | 269          | 1.º          |
| 2018      | Campeonato Nacional U.S. F2000            | ArmsUp Motorsports               | 9            | 0            | 1            | 0            | 1            | 120          | 13.º         |
| 2019      | Campeonato de F3 de las Américas          | Global Racing Group              | 16           | 5            | 2            | 7            | 11           | 269          | 1.º          |
| 2019      | Campeonato Nacional U.S. F2000            | Legacy Autosport                 | 2            | 0            | 0            | 0            | 0            | 12           | 25.º         |
| 2019      | IMSA Prototype Challenge                  | ANSA Motorsports                 | 1            | 0            | 0            | 0            | 0            | 89           | 16.º         |
| 2019      | IMSA Prototype Challenge                  | MLT Motorsports                  | 3            | 1            | 0            | 0            | 1            | 89           | 16.º         |
| 2020      | IMSA Prototype Challenge                  | MLT Motorsports                  | 6            | 1            | 0            | 0            | 2            | 174          | 2.º          |
| 2020      | Michelin Pilot Challenge - TCR            | LA Honda World Racing            | 1            | 0            | 0            | 0            | 0            | 19           | NC           |
| 2021      | IMSA Prototype Challenge - LMP3-1         | MLT Motorsports                  | 6            | 1            | 0            | 0            | 5            | 1850         | 1.º          |
| 2021      | GT World Challenge America - Pro Am       | Racers Edge Motorsport           | 7            | 2            | 1            | 0            | 6            | 138          | 4.º          |
| 2022      | IMSA Prototype Challenge                  | MLT Motorsports                  | 1            | 0            | 0            | 0            | 0            | 480          | 21.º         |
| 2022      | IMSA Prototype Challenge                  | JDC MotorSports                  | 1            | 0            | 0            | 0            | 0            | 480          | 21.º         |
| 2022      | IMSA SportsCar Championship - LMP3        | Jr III Motorsports               | 1            | 0            | 0            | 0            | 1            | 1195         | 10.º         |
| 2022      | IMSA SportsCar Championship - LMP3        | MLT Motorsports                  | 3            | 0            | 0            | 0            | 0            | 1195         | 10.º         |
| 2023      | IMSA SportsCar Championship - LMP3        | Andretti Autosport               | Disputándose | Disputándose | Disputándose | Disputándose | Disputándose | Disputándose | Disputándose |
| Fuente:   |                                           |                                  |              |              |              |              |              |              |              |

## Resultados

### Campeonato Nacional U.S. F2000
(Clave) (negrita indica pole position) (cursiva indica vuelta rápida)

| Año  | Equipo                | 1     | 2      | 3      | 4      | 5      | 6      | 7     | 8      | 9      | 10    | 11    | 12     | 13    | 14    | 15     | 16     | Pos. | Puntos |
| ---- | --------------------- | ----- | ------ | ------ | ------ | ------ | ------ | ----- | ------ | ------ | ----- | ----- | ------ | ----- | ----- | ------ | ------ | ---- | ------ |
| 2016 | Afterburner Autosport | STP 8 | STP 22 | BAR 17 | BAR 13 | IMS 11 | IMS 20 | LOR 9 | ROA 12 | ROA 10 | TOR 7 | TOR 4 | MDO 5  | MDO 5 | MDO 6 | LAG 10 | LAG 10 | 9.º  | 176    |
| 2017 | Newman Wachs Racing   | STP 6 | STP 6  | BAR 6  | BAR 10 | IMS 4  | IMS 10 | ROA   | ROA    | IOW    | TOR   | TOR   | MDO    | MDO   | WGL   |        |        | 14.º | 86     |
| 2018 | ArmsUp Motorsports    | STP   | STP    | IMS    | IMS    | LOR    | ROA 14 | ROA 9 | TOR 2  | TOR 6  | MDO 6 | MDO 6 | MDO 18 | POR 8 | POR 7 |        |        | 13.º | 120    |
| 2019 | Legacy Autosport      | STP   | STP    | IMS 21 | IMS 7  | LOR    | ROA    | ROA   | TOR    | TOR    | MDO   | MDO   | POR    | POR   | LAG   | LAG    |        | 25.º | 15     |